# هولیگانیسم

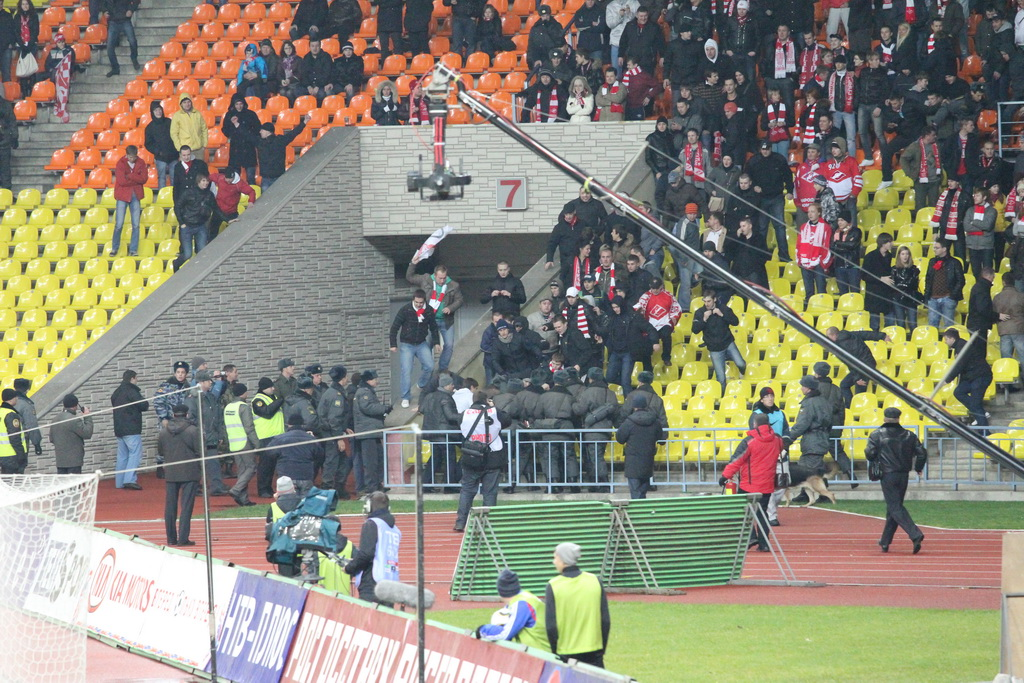
هولیگانیسم در مسکو در بازی فوتبال

هولیگانیسم (انگلیسی: Hooliganism) یا شرورگری یا لات‌بازی یا آشوب‌گری یا اوباش‌گری به عملی نفاق‌انگیز و غیرقانونی گفته می‌شود که شامل آشوب، قلدری و وندالیسم می‌باشد.

## در ورزش
یکی از اولین موارد ذکر شده برای هولیگانیسم ورزشی می‌توان از آشوب و آتش‌سوزی حومه شهر قسطنطنیه بعد از انجام مسابقه ارابه‌رانی گروه‌های آبی و سبز یاد کرد که در اثر آن بیش از ده‌ها هزار نفر کشته شدند.
هولیگانیسم فوتبالی در انگلستان در دهه ۱۹۷۰ میلادی همزمان یا بعد از برگزاری مسابقه‌های فوتبال رواج یافت که معمولاً مخالفان یا موافقان تیم‌های فوتبال به عنوان اعتراض یا خوشحالی شروع به انجام اعمال غیرقانونی می‌کردند.

## در فیلم
در فیلم‌های زیر به هولیگانیسم پرداخته‌اند:
- پرتقال کوکی (فیلم) (۱۹۷۱)
- Awaydays (2009)
- Cass (2008)
- کسب‌وکار (۱۹۸۸)
- کسب‌وکار (۲۰۰۹)
- The Football Factory (2004)
- خیابان سبز (۲۰۰۵)
- Green Street 2: Stand Your Ground (2009)
- Green Street 3: Never Back Down (2013)
- I.D. (1995)
- The Incident (1967)
- ماسک (فیلم ۱۹۹۴) (۱۹۹۴)
- Rise of the Footsoldier (2007)
- Trumped (2009)